# Henricia studeri
Henricia studeri is een zeester uit de familie Echinasteridae.
De wetenschappelijke naam van de soort werd in 1891 gepubliceerd door Edmond Perrier.